# Giuseppe Dalla Torre del Tempio di Sanguinetto (Journalist)
Giuseppe Dalla Torre del Tempio di Sanguinetto (* 19. März 1885 in Padua; † 11. November 1967 in der Vatikanstadt) war ein italienischer Journalist und von 1920 bis 1960 Direktor und Chefredakteur des Osservatore Romano, der Tageszeitung des Vatikans.

## Familie
Giuseppe Dalla Torre stammte aus einer ursprünglich aus Treviso stammenden Adelsfamilie mit Wohnsitz in Rom. Die Familienmitglieder hatten den Namenszusatz Conti di Sanguinetto, nachdem die Familien Lion, Compostella, Medin Di Lastua ausgestorben waren. Ab 1905 fügten sie den Zusatz Del Tempio hinzu, das mit einem Gerichtsurteil in Padua (Februar und November 1962) zugunsten von Giuseppe (1885–1967) und seinem Sohn Paolo bestätigt wurde.
Giuseppe Dalla Torre war der Sohn aus der Ehe von Paolo Dalla Torre del Tempio di Sanguinetto und Elisabetta geb. Soranzo. Giuseppe Dalla Torre war verheiratet mit der in Kaiserslautern geborenen Maria Hedwig Lochenies de Fontenois (1880–1960). Aus der Ehe stammte Paolo Dalla Torre, später Generaldirektor der Vatikanischen Museen, und Tochter Teresa De Besi.

## Leben
1903 machte er seine ersten journalistischen Erfahrungen als Korrespondent der katholischen Unità Cattolica, einer katholisch inspirierten Tageszeitung unter Leitung von Giuseppe Sacchetti. Zudem arbeitete er für die katholische Zeitung Il Berico in Vicenza. Über die Vermittlung von Luigi Pellizzo, dem Bischof von Padua, war Dalla Torre auch in verschiedenen katholischen Organisationen in Padua aktiv, wie dem Circolo S. Antonio di Padova und dem katholischen Jugendverband Federazione cattolica giovanile, zu dessen Präsidenten der 1905 gewählt wurde.
1909 schloss er sein Jurastudium an der Universität Padua mit der Dissertation über Luftrechte ab. Kurz darauf gründete er mit dem Bischofssekretär Restituto Cecconelli die Tageszeitung La Libertà und übernahm die Leitung. 1911 wurde er Präsident der Diözesanleitung der Katholischen Aktion in Padua. Von 1910 bis 1912 war er zudem Stadtrat von Padua für Wohltätigkeit und Kunst.
Papst Pius X. ernannte ihn 1912 zum Präsidenten der Unione popolare, der größten Organisation der katholischen Laien, nach der Auflösung der Opera dei congressi e dei comitati cattolici im Jahre 1904. Er engagierte sich in der Unione popolare und forderte das direkte Engagement der Katholiken in der Zivilgesellschaft, in den Schulen und in der Arbeitswelt. 1915 wurde er zum Präsidenten des Exekutivkomitees der Katholischen Aktion ernannt, eines übergeordneten Gremiums, das von Papst Benedikt XV. eingerichtet wurde, um die Aktivitäten der verschiedenen katholischen Organisationen zu koordinieren. Nach Kriegsende reformierte er die Katholische Aktion.
Dalla Torre nahm auch, wenn auch nur kurz, als Freiwilliger am Ersten Weltkrieg teil. Er war als Artillerieoffizier dem Oberkommando zugeordnet. Nach einigen Monaten musste er aus gesundheitlichen Gründen aus dem Dienst entlassen werden.
1918 hat Papst Benedikt XV. ihn zum Präsidenten des Verwaltungsrates der Tageszeitung des Vatikans, L’Osservatore Romano, ernannt. Der Papst erhöhte das Kapital des Verlags, ließ eine Druckmaschine kaufen, die es der Zeitung ermöglichte, autonomer zu werden, und setzte Giuseppe Dalla Torre 1920 als Chefredakteur  und Nachfolger von Giuseppe Angelini als Generaldirektor ein. 1931 konnte er sich – Giuseppe Dalla Torre galt als Feind der Faschisten – einer Verhaftung durch italienische Faschisten entziehen; er und seine Familie wohnten aus Sicherheitsgründen in der Vatikanstadt und waren Bürger des Vatikans.
Von 1934 bis 1960 war er Präsident der Union internationale de la Presse catholique. Nach dem Zweiten Weltkrieg wurde er zum Mitglied der Académie des sciences morales et politiques ernannt. Von 1950 bis 1954 war er Präsident des Circolo romano, eines neu gegründeten Zentrums, um katholisch inspirierte kulturelle Initiativen und Treffen auf internationaler Ebene durchzuführen.
Bis 1960 hatte Dalla Torre das Amt mit Vertrauen der vier Päpste Benedikt XV., Pius XI., Pius XII. und Johannes XXIII. inne und übergab 1960 an seinen Nachfolger, Raimondo Manzini. Kardinalstaatssekretär Domenico Tardini ehrte ihn mit dem Titel „Emeritierter Direktor“; Papst Johannes XXIII. zeichnete ihn mit dem Piusorden (Ritter des Großen Kreuzes (Gran Croce)) aus.